# Selaginella neocaledonica
Selaginella neocaledonica är en mosslummerväxtart som beskrevs av Bak.. Selaginella neocaledonica ingår i släktet mosslumrar, och familjen mosslummerväxter. Inga underarter finns listade i Catalogue of Life.